# Sonya Scarlet
Sonya Scarlet pjevačica je talijanskog black metal-sastava Theatres Des Vampires. 

## Glazbena karijera
Zajedno s Consuelo Justine bila je jedna od pratećih vokala sve do 2004. kada je postala glavna pjevačica nakon odlaska Lorda Vampyra iz sastava. On je i jedan od tekstopisaca za sastav, a njihov najnoviji album je Desire Of Damnation. Scarlet svom originalnim nastupom često privlači obožavatelje na svoje nastupe uživo, no njeni su nastupi nerijetko kontroverze u zemljama u kojima nastupa.